# Estação Bielorrússkaia (linha Kolhtsevaia)
Bielorrússkaia (em russo:  Белорусская) é uma das estações da linha Kolhtsevaia (Linha 5) do Metro de Moscovo, na Rússia. Estação «Bielorrússkaia» está localizada entre as estações «Novoslobodskaia» e «Krasnopressneniskaia».